# أرتورو توريس
أرتورو توريس كاراسكو (بالإسبانية: Arturo Torres)‏ (20 أكتوبر 1906 في كورونيل – 20 أبريل 1987 في سانتياغو) لاعب كرة قدم تشيلي راحل كان يجيد اللعب في خط الوسط .
على مستوى الأندية لعب في يونيون مايسترانزا، كوميرشال دي تالكاهوانو، إيفرتون، كولوكولو، أوداكس إيتاليانو، وديبورتيفو ماغايانيس . كان يطلق عليه لقب الطبيب وشارك مع منتخب تشيلي في بطولة كأس العالم 1930 في الأوروغواي .

## روابط خارجية
- أرتورو توريس على موقع الاتحاد الدولي (مؤرشف)  (الإنجليزية)
- أرتورو توريس على موقع قاعدة بيانات كرة القدم.إي يو (الإنجليزية)
- أرتورو توريس على موقع Soccerway.com (الإنجليزية)
- أرتورو توريس على موقع عالم كرة القدم.نت (الإنجليزية)
- أرتورو توريس على موقع أوليمبيديا (الإنجليزية)